# Jan de Bakker

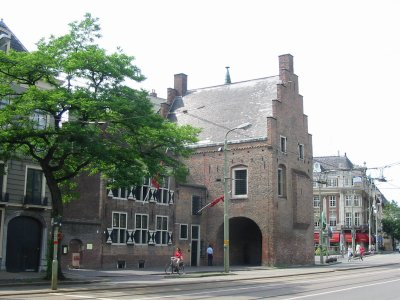
Gevangenpoort en La Haya, donde Jan de Bakker fue encarcelado antes de su ejecución en 1525.

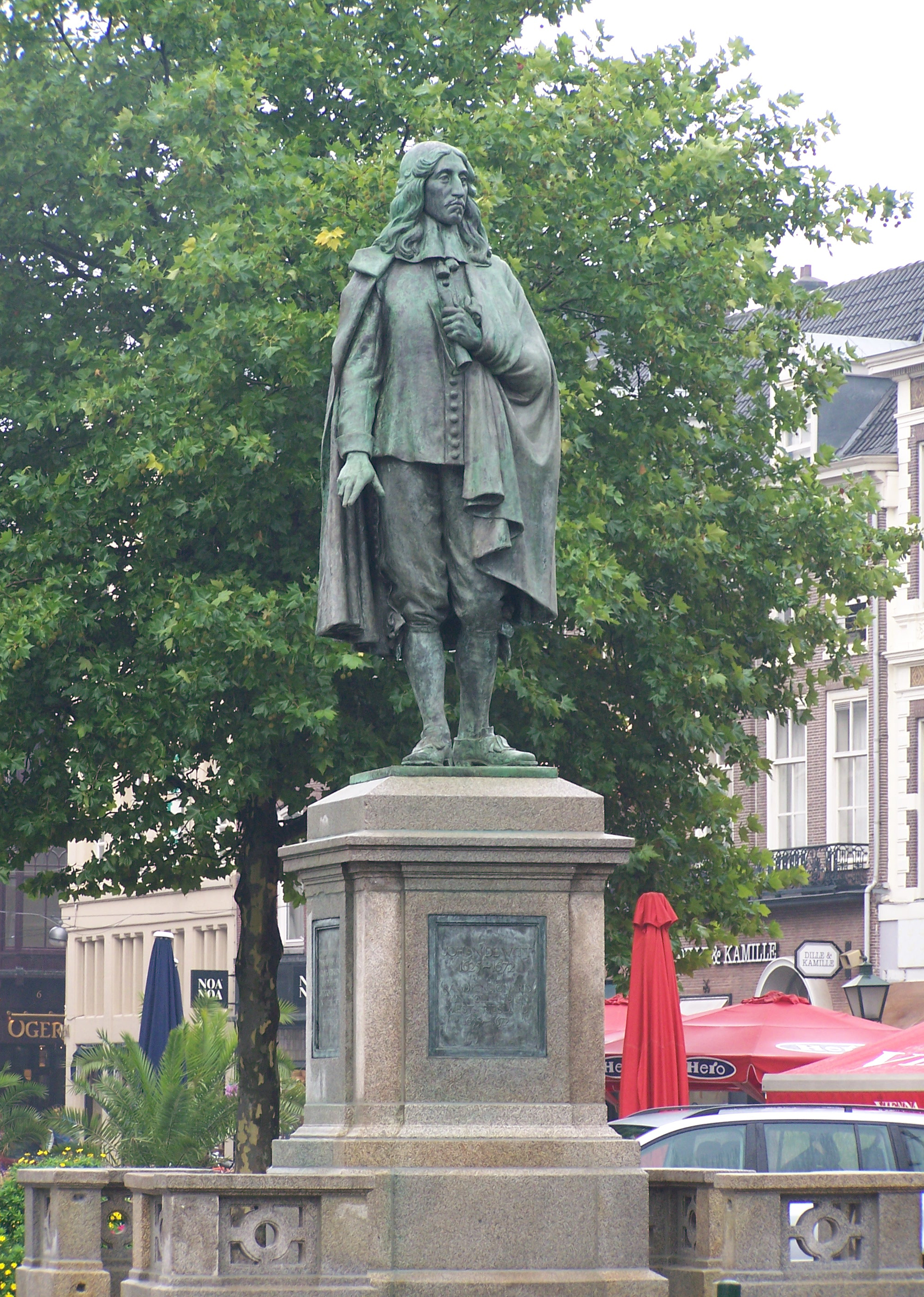
Estatua de Johan de Witt en De Plaats, La Haya. Este es el lugar donde Jan de Bakker fue ejecutado.

Jan Jansz de Bakker van Woerden (Johannes Pistorius Woerdensis) (Woerden, Países Bajos, 1499 - La Haya, Países Bajos, 15 de septiembre de 1525) fue un sacerdote católico que fue el primer predicador en los Países Bajos del Norte en ser martirizado como resultado directo de sus creencias protestantes.

## Biografía
El padre de Jan de Bakker era un sacristán en Woerden e inquilino de una fábrica de ladrillos; su apellido parece derivar de tal campo.
La noche del 9 de mayo de 1525, Bakker fue arrestado y el día siguiente fue trasladado a La Haya, donde se presentó ante la Inquisición. Fue sentenciado a la pena de muerte y el 15 de septiembre de ese mismo año murió en la hoguera en esa ciudad.